# Narcissus nobilis
Narcissus nobilis és una planta bulbosa de la família de les amaril·lidàcies (Amaryllidaceae).

## Descripció
Narcissus nobilis és una planta bulbosa amb un bulb d'entre 18 a 35 mm. Les fulles fan de 15-45 cm x 8-12 mm. L'escap fa entre 15 a 50 cm. L'espata fa entre 40 a 55 mm. Les flor1flors tenen un tub groc-daurat, més o menys tacat de verd, de 20 a 26 mm, tèpals blanquinosos de (25)-30-40 (55) mm, generalment retorçats i corona groga daurada, de 25 a 40 mm. Els seus estams són maculats. Floreix cap a finals d'hivern i principis de la primavera entre febrer i maig. Les llavors tenen estrofiol, per la qual cosa probablement es dispersin amb ajuda de les formigues. La reproducció vegetativa és molt limitada i es dona a través dels bulbs subterranis.

## Distribució i hàbitat
Narcissus nobilis és un endemisme del nord de la península Ibèrica, amb límit oriental al País Basc i occidental a Galícia. La majoria de les poblacions se situen al centre de la Serralada Cantàbrica, entre les províncies de Lleó, Astúries i Palència. Creix a una altitud entre els 50 i els 1700 msnm i habita en preferentment sobre substrats silicis, formant part de pastures supraforestals, bruguerars i prelandes, ambients higroturbosos i ribes de rierols, arribant a les fagedes, rebolls i pinedes, i les seves orles de protecció, en general a baixa altitud.

## Taxonomia
Narcissus nobilis va ser descrita per (Haw.) Schult. & Schult.f. in J.J.Roemer & J.A.Schultes i publicat a Syst. Veg., ed. 15 bis 7: 939, a l'any 1830.
Etimologia
Narcissus nom genèric que fa referència del jove narcisista de la mitologia grega Νάρκισσος (Narkissos) fill del déu riu Cefís i de la nimfa Liríope; que es distingia per la seva bellesa.
El nom deriva de la paraula grega: ναρκὰο, narkào (= narcòtic) i es refereix a l'olor penetrant i embriagant de les flors d'algunes espècies (alguns sostenen que la paraula deriva de la paraula persa نرگس i que es pronuncia Nargis, que indica que aquesta planta és embriagadora).
nobilis: epítet llatí que significa "notable", "famós".
Sinonimia
- Ajax nobilis Haw., Suppl. Pl. Succ.: 115 (1819). (Basiònim / sinònim substituït)
- Ajax pseudonarcissus var. nobilis (Haw.) Herb., Amaryllidaceae: 301 (1837).
- Narcissus pseudonarcissus f. nobilis (Haw.) Voss, Vilm. Blumengärtn. ed. 3, 1: 1023 (1895).
- Narcissus festalis var. nobilis (Haw.) H.R.Wehrh., Gartenstauden 1: 200 (1929).
- Narcissus pseudonarcissus subsp. nobilis (Haw.) A.Fern., Bol. Soc. Brot., sér. 2, 25: 182 (1951).[4]